# Pedalklavier
Das Pedalklavier, auch Pedalier, ist ein besaitetes Tasteninstrument, welches zusätzlich zum Manual (von lat. manus ‚Hand‘) mit einer Pedalklaviatur (von lat. pedalis ‚zum Fuß gehörig‘), wie bei einer Orgel, ausgestattet ist.

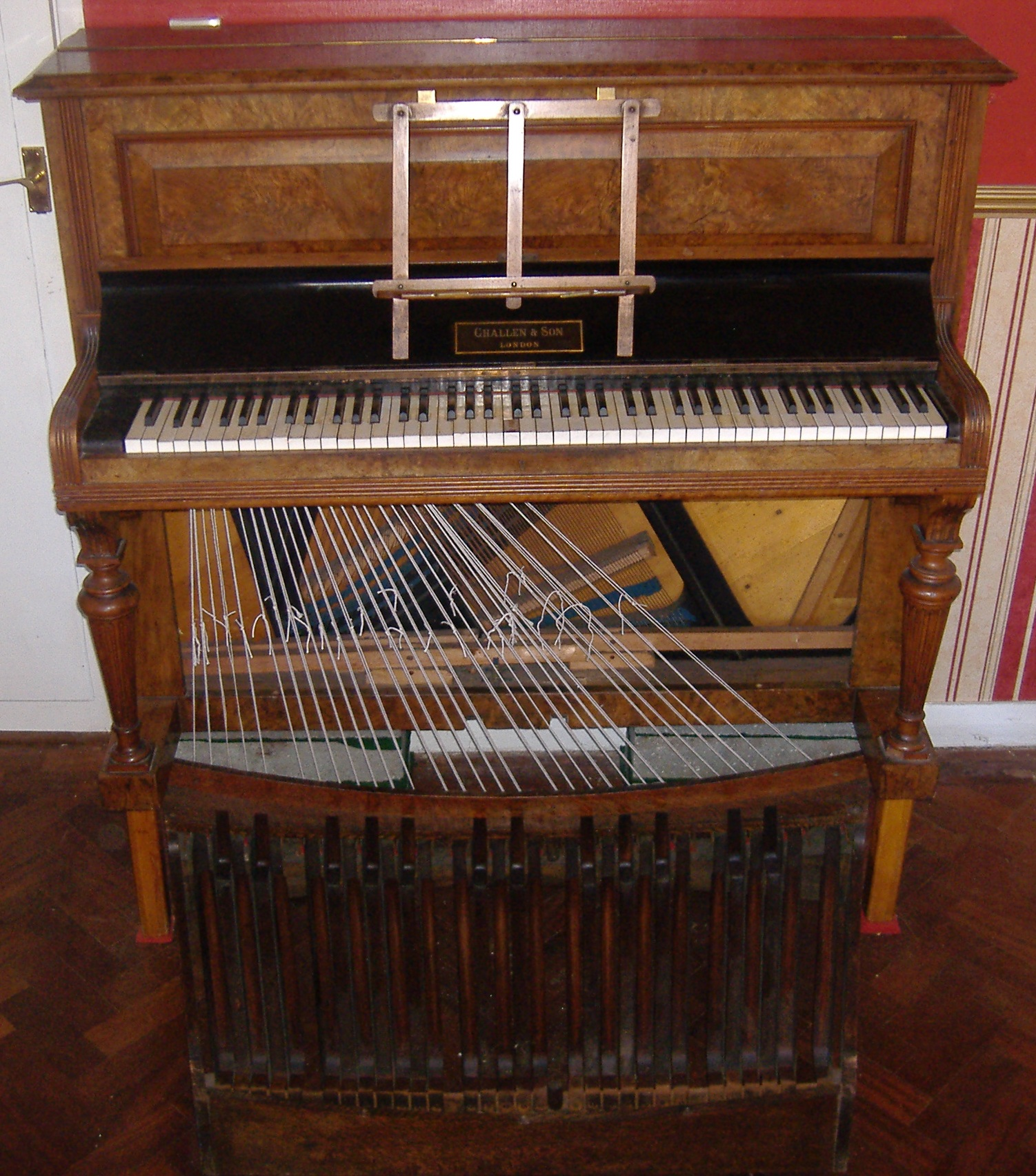
Pedalklavier mit angehängtem Pedal

## Varianten
Verwandte Formen sind das Pedalclavichord, das Pedalcembalo und der Pedalflügel. Die erheblichen technischen Schwierigkeiten beim Bau und der räumlichen Unterbringung der zusätzlichen Pedalerie, der benötigten zusätzlichen Basssaiten und der entsprechenden Mechanik führten zu unterschiedlichen Lösungen, die sich in verschiedenen Bauweisen niedergeschlagen haben. Dabei können im Wesentlichen zwei Bauformen unterschieden werden: Entweder wird eine Pedalklaviatur an die vorhandene Tastenmechanik „angehängt“ (siehe Foto) oder es wird ein komplett eigenständiges Instrument gebaut, auf welches das vorhandene Clavichord/Cembalo/Flügel/Klavier meist incl. Sitzbank gestellt wird.

## Geschichte
Schon im 15. Jahrhundert sind Textquellen zu finden, in denen vom Pedalclavichord als Übungsinstrument für Organisten die Rede ist. Ein erhaltenes Exemplar von 1760, von Johann Gerstenberg gebaut, befindet sich im Instrumentenmuseum in Leipzig.
Im 18. und 19. Jahrhundert wurden Hammerklaviere und Flügel mit zusätzlicher Pedalklaviatur gebaut und erfreuten sich auch über die Verwendung als Übungsinstrument hinaus zunehmender Beliebtheit. Wolfgang Amadeus Mozart ließ sich von dem Klavierbauer Anton Walter 1785 ein unabhängiges Pedalklavier unter seinen Flügel bauen, welches er bei Konzerten zum Improvisieren benutzte.
Ein 1874 von Ludwig Bösendorfer in Wien gebauter und spielbar erhaltener Pedalflügel befindet sich in der Sammlung der Gesellschaft der Musikfreunde in Wien und wird für Konzerte genutzt. Fasziniert von den Möglichkeiten des Pedalflügels war auch Robert Schumann, der auch für dieses Instrument komponierte, wie auch Franz Liszt, Charles Gounod und einige weitere Komponisten. Auch im 21. Jahrhundert gibt es wieder Kompositionen für Pedalflügel.
Auch in jüngerer Zeit experimentierten Instrumentenbauer und Musiker mit weiteren Variationen von Pedalflügeln. So entwickelte der US-amerikanische Instrumentenbauer Keith Hill, Bruder des Cembalisten Robert Hill, 1980 eine technisch weitreichend verbesserte Form eines Pedalcembalos. Im Jahr 2000 meldete der italienische Klavierbauer Luigi Borgato einen Pedalflügel zum Patent an, den er Doppio Borgato („Doppelter Borgato“) nannte. Bei ihm ist unter einem normalen Konzertflügel ein weiterer daruntergelegter Pedalteil mit 37 Pedaltasten angebracht. Im Jahr 2012 wurde in einer Zusammenarbeit zwischen dem italienischen Orgelbauer Claudio Pinchi und dem italienischen Pianisten Roberto Prosseda ein Steinway-Pedalflügel vorgestellt, der ebenfalls aus einem normalen Konzertflügel und einem darunter angebrachten Flügel besteht, welcher von einer 37 Töne umfassenden Pedalklaviatur aus gespielt wird. Dadurch steht ein Tonumfang von insgesamt fünf Oktaven zur Verfügung.

## Trivia
1973 gab die Deutsche Bundespost im Rahmen einer Serie alter Musikinstrumente eine Wohlfahrtsmarke mit dem Motiv eines Pedalflügels mit dem Postwert von 30 Pfennig heraus.

## Bauformen

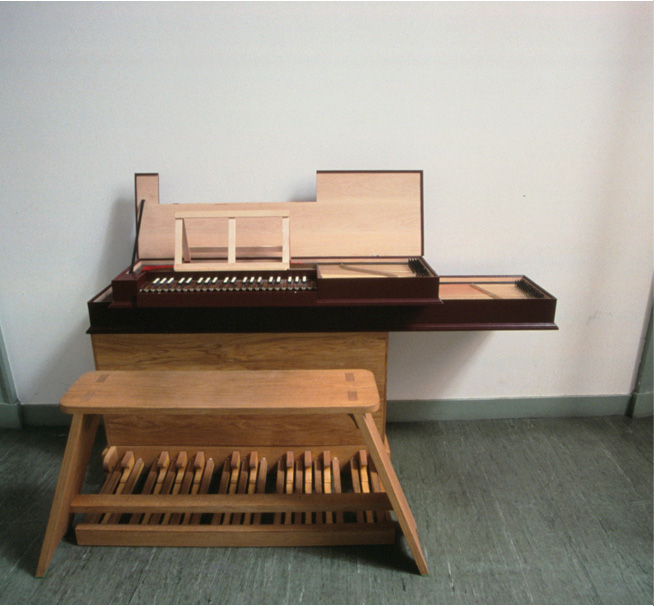
Pedalclavichord aus dem 17. Jahrhundert
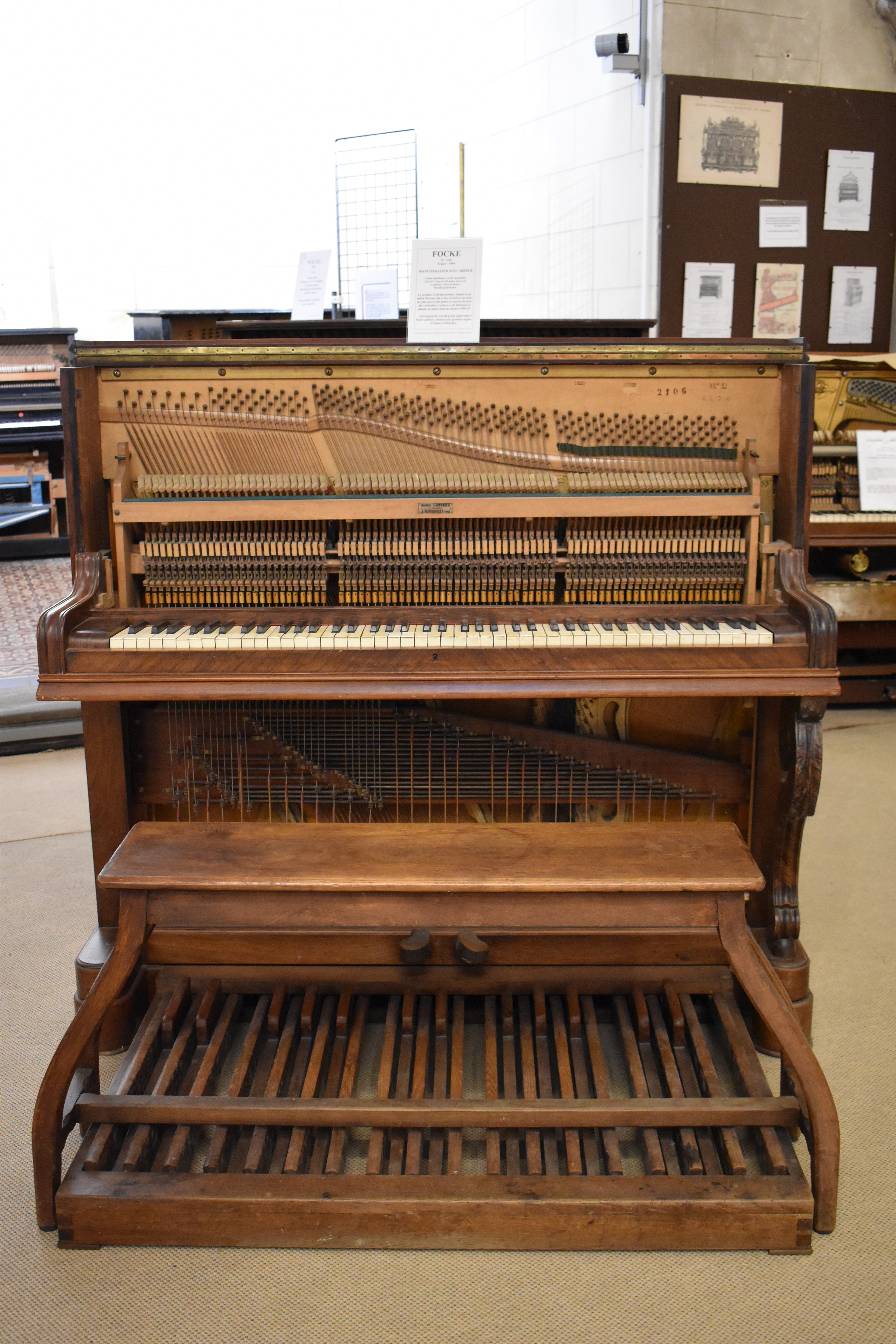
Pedalklavier der Firma Focke (1904)
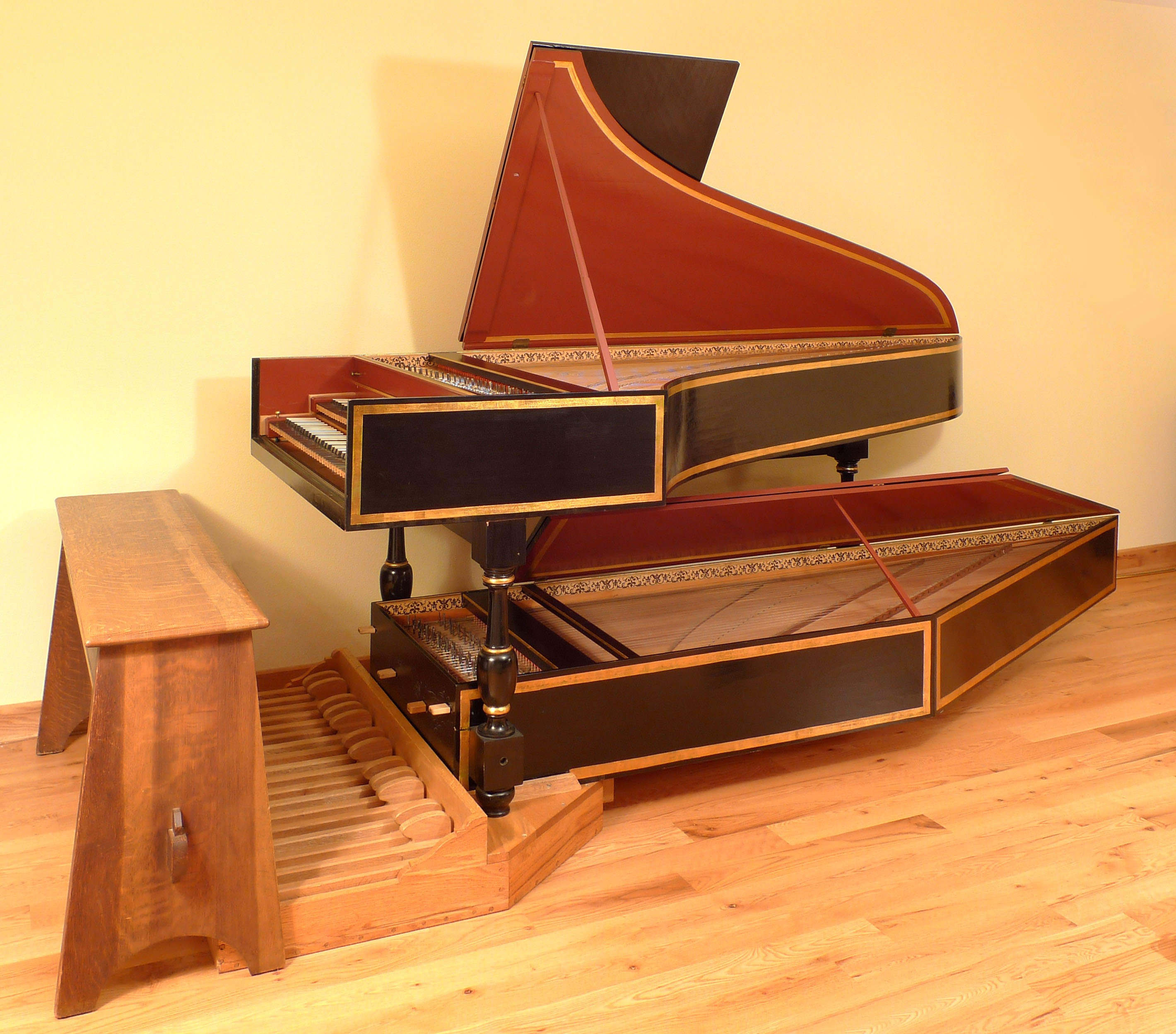
Cembalo mit Pedalcembalo von Keith Hill (1980)
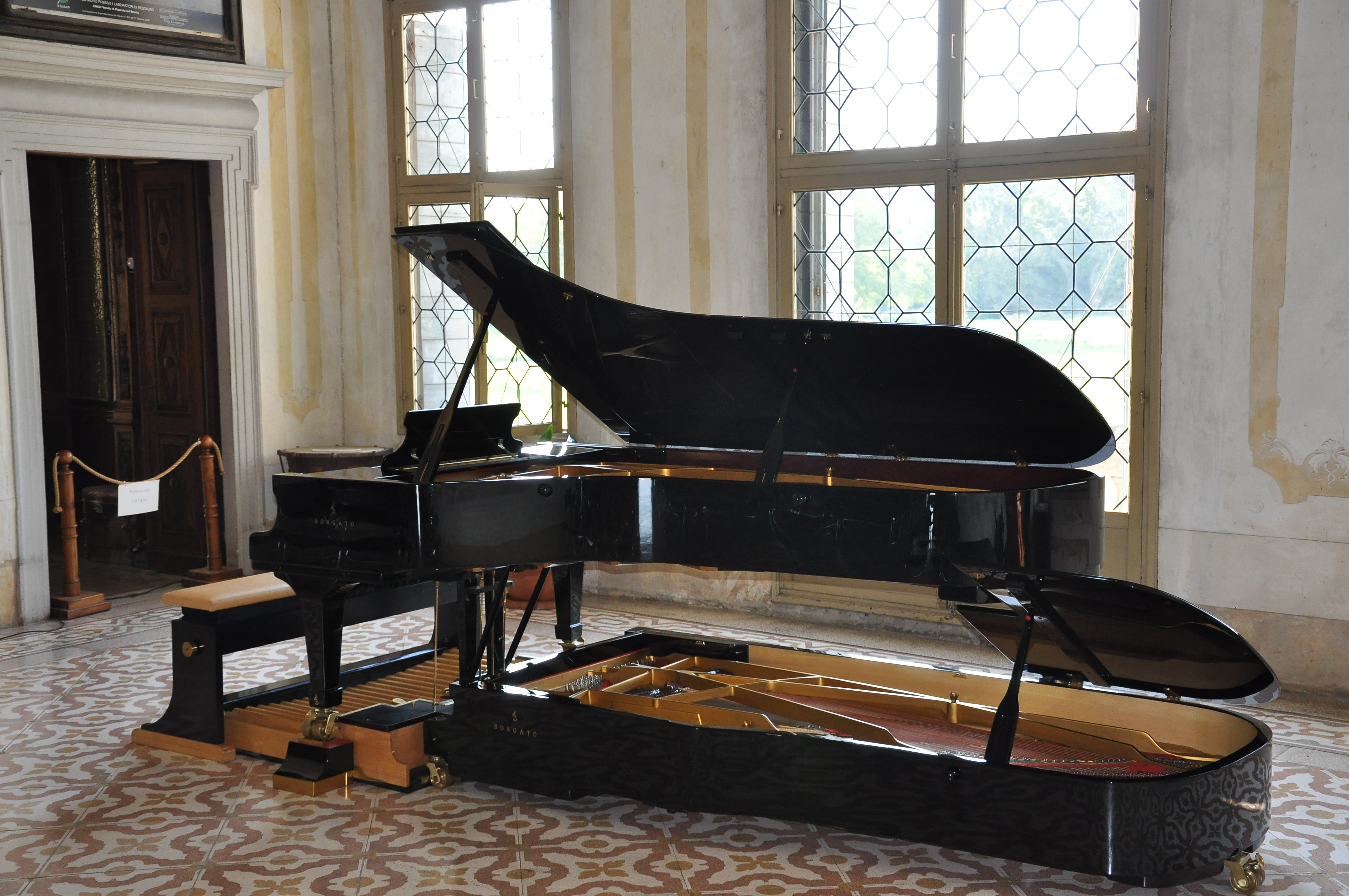
Doppio Borgato (2000)
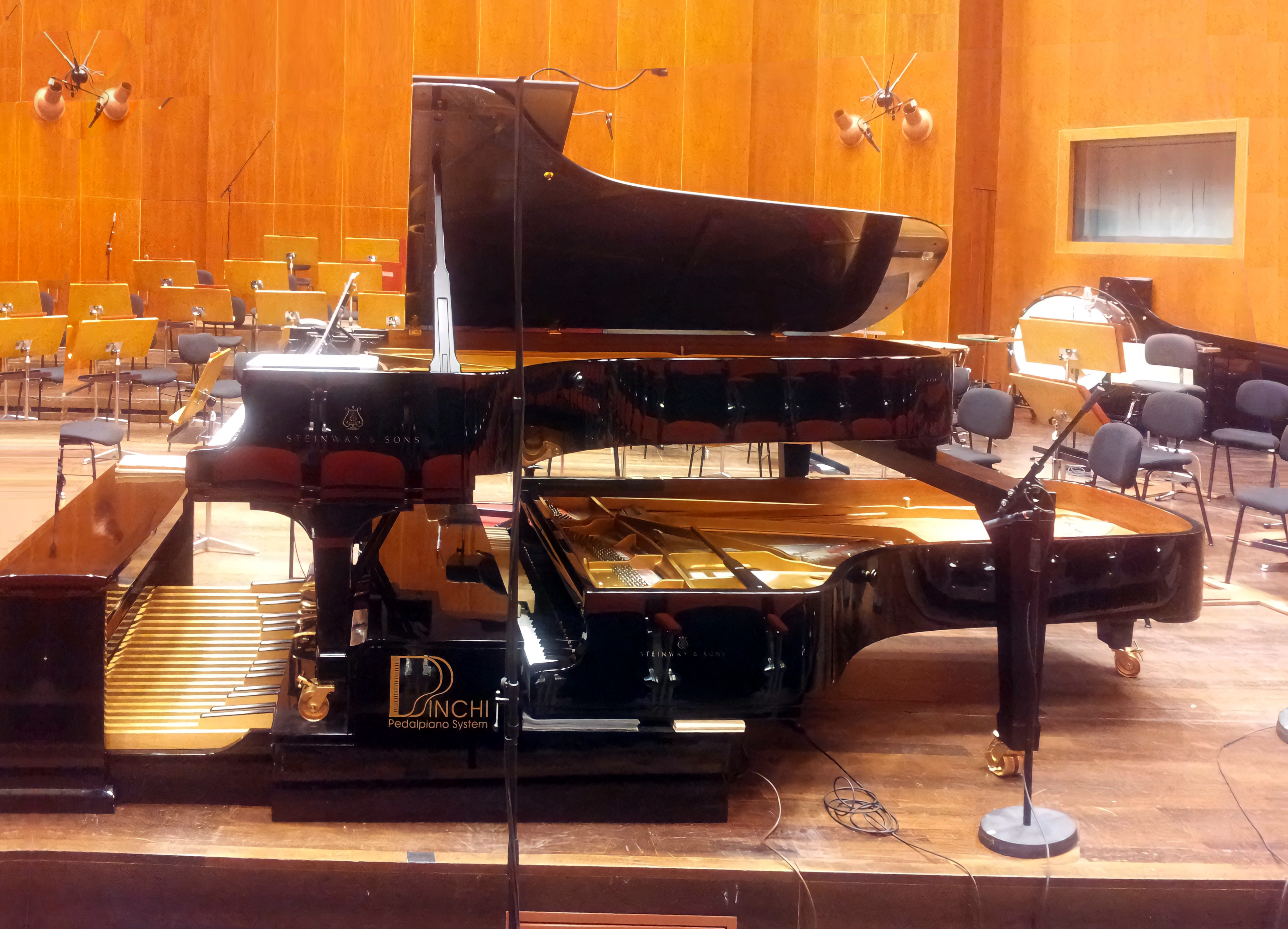
Pinchi-Pedalpiano-System von Steinway (2012)
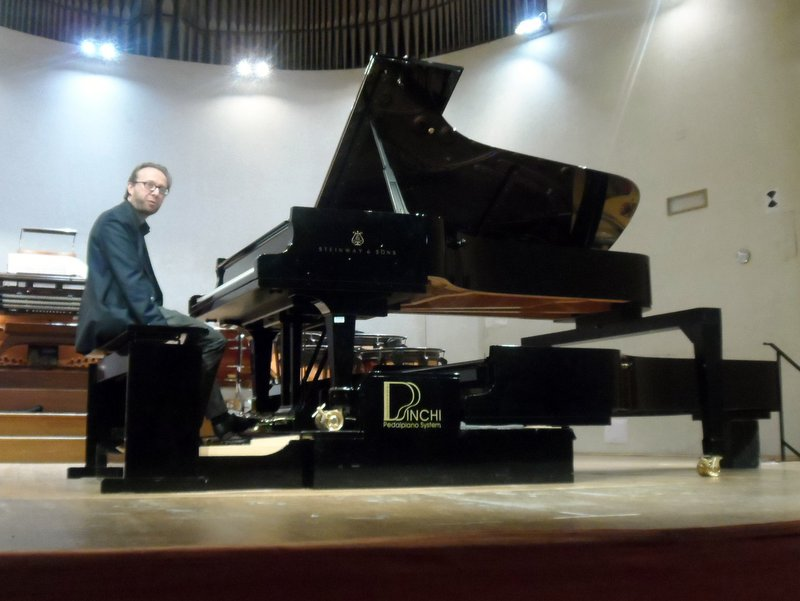
Roberto Prosseda am Pinchi-Pedalpiano (Florenz 2013)

## Kompositionen (Auswahl)
- Alexandre Pierre François Boëly (1785–1858)
  - Douze Piéces op. 18
- Robert Schumann (1810–1856)
  - Studien, op. 56
  - Skizzen, op. 58
  - Sechs Fugen über den Namen B-A-C-H Op. 60
- Franz Liszt (1811–1886)
  - Fantasie und Fuge über den Choral „Ad nos, ad salutarem undam“ (1850)
- Charles Valentin Alkan (1813–1888)
  - Onze Grands Préludes et une transcription du Messiah de Händel Op. 66 (1857–1867)
  - Benedictus op. 54 (1859)
  - Treize Prières op. 64 (1865)
  - Impromptu sur le choral de Luther „Ein feste Burg ist unser Gott“ op. 69 (1866)
- Charles Gounod (1818–1893)
  - Marcia Solenne (1878)
  - Fantasie sur l'hymne national russe (mit Orch.) (1886)
  - Suite Concertante (mit Orch.) (1888)
  - Klavierkonzert Es-Dur (1889)
  - Danse Roumaine (mit Orch.) (1896)
- Théodore Salomé (1834–1896)
  - Dix Pièces, (ca. 1890)
- Camille Saint-Saëns (1835–1921)
  - Concerto (mit Orch.) (Erste Fassung des 2. Klavierkonzerts) (1868)
- Léon Boëllmann (1862–1897)
  - Douze pieces Op. 16
- Franco Oppo (1935–2016)
  - Freu dich sehr o meine Seele (2000)
- Fabrizio Marchionni (* 1976)
  - S’Indàssa (2000)
- Jean Guillou (1930–2019)
  - Epitases (2002)
- Charlemagne Palestine
  - From Etudes to Cataclysm (2005)
- Ennio Morricone
  - Studio IV bis (2011)
  - Studio 4 per pianopedaliera (2012)
- Andrea Morricone
  - Omaggio a J.S.B. (2011)
- Giuseppe Lupis
  - Variazioni su „Ah! Vous Dirai-je, Maman“ (2011)
- Cristian Carrara
  - Magnificat for pedal piano and orchestra (2011)
- Nimrod Borenstein
  - Fireworks, for pedal piano (2011)
- Michael Glenn Williams
  - Tip-Tap (2011)
- Francesco Trocchia
  - Trio (Pedalklavier, Cello und Waldhorn) (2013)
  - Diapositive di una metamorfosi, für Pedalklavier, Violine und Cello (2014)
- Luca Lombardi
  - Mendelssohn im Jüdischen Museum Berlin, für Pedalflügel (2014)

## Diskografie (Auswahl)
- Jean Dubé: Plays the Erard Pedal Piano of César Franck. Schallplatte, Schweiz, Syrius (harmonia mundi - Musicora) 1980
- Martin Schmeding: Robert Schumann: Das Gesamtwerk für Pedalflügel. Hybrid SACD. Label: Ars Produktion, 2008
- Olivier Latry: Pedalflügel. Boëly: Fantasie & Fuge op. 18 Nr. 6; Andante con moto op. 18 Nr. 1 & op. 43 Nr. 7; Toccata op. 43 Nr. 13; Allegro ma non troppo op. 18 Nr. 7; Liszt: Evocation a la Chapelle sixtine; Präludium & Fuge über B-A-C-H; Schumann: 4 Skizzen op. 58; Brahms: Präludium & Fuge WoO 10; Alkan: Präludien op. 66 Nr. 5 & 10. Naive, DDD, 2011.